# یلنا خوداشووا
یلنا خوداشووا (روسی: Елена Анатольевна Худашова؛ زادهٔ ۱۰ ژوئیهٔ ۱۹۶۵) بازیکن بسکتبال اهل روسیه بود.